# Émile Rumeau
Émile Rumeau   (Port Saïd, 23 de desembre de 1878 - 7è districte de París, 8 de juliol de 1943) va ser un tirador francès que va competir a començament del segle xx.
El 1920 va prendre part en els Jocs Olímpics d'Anvers, on va disputar sis proves del programa de tir. Guanyà la medalla de plata en la prova de rifle militar, 300 metres per equips, bocaterrosa i quatre diplomes olímpics.
Quatre anys més tard, als Jocs de París, guanyà la medalla de plata en la prova de rifle lliure per equips, una de les tres del programa de tir que disputà.